# Bike Salvador

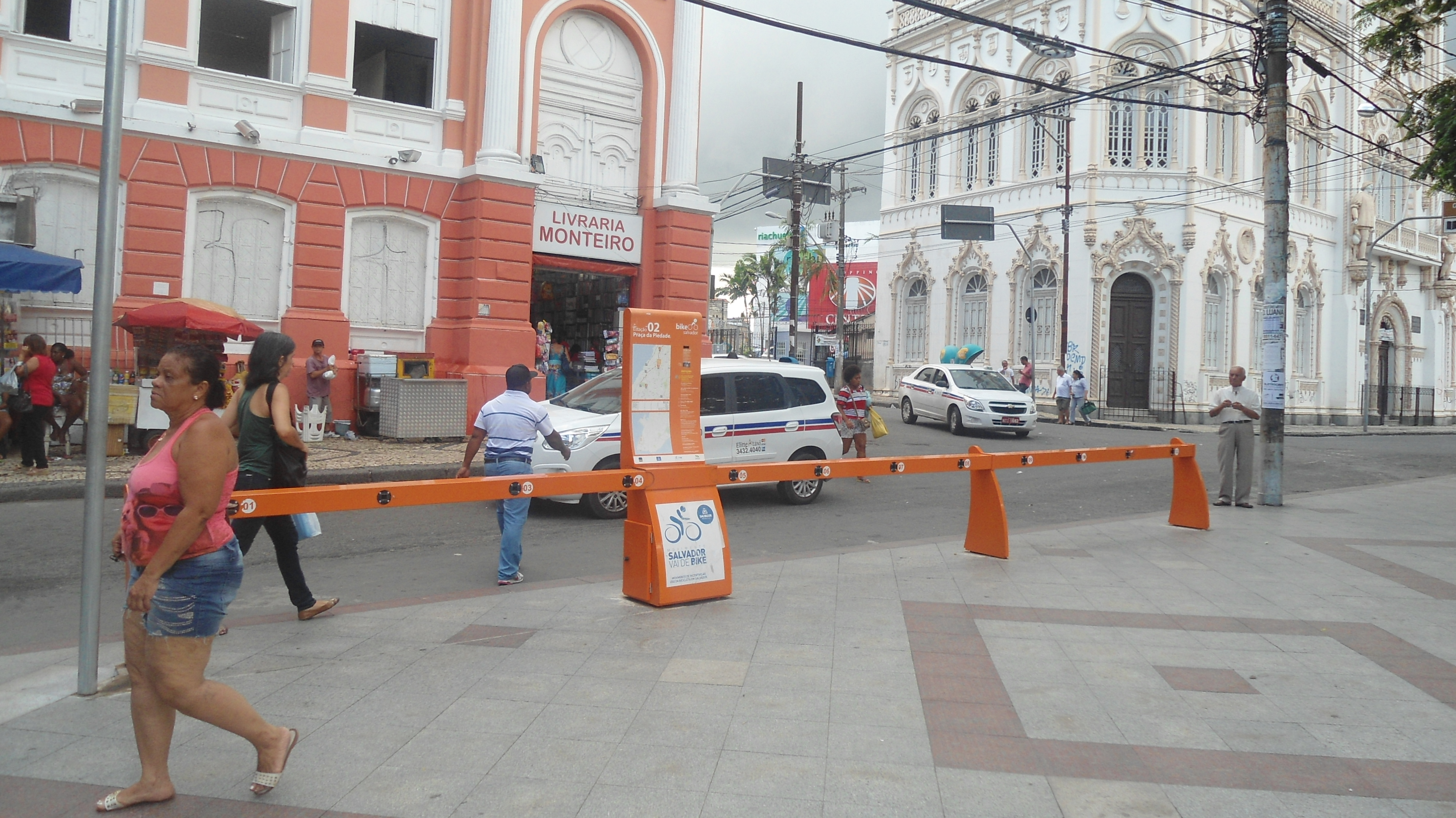
Estação 02 - Praça da Piedade

Bike Salvador é um sistema de compartilhamento de bicicletas implantado em Salvador, dentro das ações governamentais do Movimento Salvador Vai de Bike. Teve início no dia 22 de setembro de 2013, o Dia Mundial sem Carro, como uma parceria da Prefeitura de Salvador com o Banco Itaú, através de um edital da Prefeitura de Salvador, com patrocínio do Banco Itaú. Foi operado primeiro pela concessionária Serttel e, desde 2017, pela Tembici com tecnologia fornecida pela empresa canadense PBSC Urban Solutions.
As bicicletas estão disponíveis todos os dias da semana, de 6h às 22h. Para usar o sistema compartilhado, é preciso preencher um cadastro pela internet utilizando cartão de crédito e pagar a uma taxa que varia entre 8 reais (passe diário adulto), 10 reais (passe mensal) ou anuidade de 100 reais. Não precisará pagar nenhum valor adicional desde que não ultrapasse 45 minutos ininterruptos de uso e espere intervalo mínimo de 15 minutos para o uso de uma segunda bicicleta pelo mesmo usuário. Caso contrário, são cinco reais a cada meia hora estendida.
O sistema foi lançado com a pretensão de disponibilizar 400 bicicletas distribuídas igualmente entre 40 estações. Acumulou 141 mil viagens no cinco primeiros meses de funcionamento. Em pouco mais de dez meses, foi alcançada a marca de 288 mil viagens e 97 mil pessoas cadastradas Desde 2 de outubro de 2014, funciona também com o sistema de bilhetagem eletrônica do Salvador Card, integrando o Sistema de Transporte Coletivo por Ônibus de Salvador (STCO) ao Bike Salvador.

## Estações
Ao todo são quarenta estações de bicicletas compartilhadas na cidade, instaladas em seis fases.
- Instaladas em 22 de setembro de 2013: Praça Castro Alves, Praça da Piedade, Largo do Campo Grande, Porto da Barra e Jardim Apipema;[9]
- Instaladas em 3 de novembro de 2013: Avenida Centenário, Corredor da Vitória, Praça Bahia Sol, Parque Cruz Aguiar, Largo da Mariquita, Amaralina, Rua Ceará, Praça Marconi, Praça Nossa Senhora da Luz, Parque Costa Azul, Praia de Jardim de Alah, Praia do Corsário, Praia de Patamares, Avenida Pinto de Aguiar e Praça do Imbuí;[10]
- Instaladas em 18-19 de janeiro de 2014: Rua dos Colibris, Praia de Jaguaribe, Praia de Placafor, Universidade Baiana, Solar Boa Vista, Largo Campo da Pólvora, Praia da Boa Viagem, Baixa do Bonfim e Largo de Roma;[11]
- Instaladas em 23 de fevereiro de 2014: Praça Divina, Largo do Papagaio, Estação Calçada, Bahia Marina e fim de linha de Brotas;[12]
- Instaladas em 11 de março de 2014: Ferry-Boat, Terminal da França, Porto dos Tainheiros, Largo da Ribeira e Praça Conselheiro Almeida Couto;[13]
- Reinstalada em 22 de agosto de 2014: Porto da Barra.[14]